# Radiomatia
Radiomatia è il quattordicesimo album dei Matia Bazar, pubblicato dalla Polydor Records su LP, cassetta e CD (catalogo 314 5 29141 2) nel 1995.

## Storia
Dopo una sosta di due anni per la maternità della solista Laura Valente e il matrimonio e la paternità di Aldo Stellita, il quartetto dei Matia Bazar (Marrale aveva abbandonato il gruppo alla fine del 1993 dopo la pubblicazione di Dove le canzoni si avverano) festeggia i vent'anni di attività musicale, pubblicando una specie di "album raccolta", che ripropone, in versione completamente riarrangiata, alcuni successi ed altri brani meno noti del repertorio precedente.
Primo disco con tutti i brani cantati da Valente.

## I brani
- La scuola dei serpenti - Inedito
Cover di You're the Voice, con adattamento in italiano dei Matia Bazar[2], del singolo pubblicato nel 1986 dal cantante australiano John Farnham[3].

Nuovi arrangiamenti, con testi leggermente modificati (in La prima stella della sera  è molto diverso), voce solista Laura Valente:
- La prima stella della sera - Versione originale nel singolo del 1988.
- Vacanze romane - Versione originale nell'album Tango.
- Stringimi - Versione originale nell'album Red Corner.
- Mi manchi ancora - Versione originale nell'album Melò.
- Dedicato a te - Versione originale(*) nell'album Dove le canzoni si avverano.
- Stasera... che sera! - Versione originale nell'album Matia Bazar 1.
- Ti sento - Versione originale nell'album Melanchólia.
- Cavallo bianco - Versione originale nell'album Matia Bazar 1.
- Noi - Versione originale nell'album Melò.
- Aristocratica - Versione originale nell'album Aristocratica.
- Fantasia - Versione originale nell'album Berlino, Parigi, Londra.
- Piccoli giganti - Versione originale(*) nel singolo del 1992.
- C'è tutto un mondo intorno - Versione originale nell'album Tournée.

In tutte le versioni originali la voce solista è di Antonella Ruggiero, in (*) è già di Laura Valente.

## Tracce
Laura Valente firma con lo pseudonimo Lavalente.
CD
1. La scuola dei serpenti (You're the Voice) – 4:32 (Matia Bazar; Andy Qunta, Keith Reid, Maggie Ryder, Chris Thompson) – Inedito
2. La prima stella della sera – 3:52 (testo: Aldo Stellita – musica: Sergio Cossu, Carlo Marrale)
3. Vacanze romane – 5:09 (testo: Giancarlo Golzi – musica: Carlo Marrale)
4. Stringimi – 4:03 (testo: Aldo Stellita – musica: Sergio Cossu)
5. Mi manchi ancora – 4:09 (testo: Aldo Stellita – musica: Antonella Ruggiero, Sergio Cossu)
6. Dedicato a te – 4:22 (testo: Aldo Stellita – musica: Maurizio Bassi, Lavalente, Sergio Cossu)
7. Stasera... che sera! – 4:45 (testo: Aldo Stellita – musica: Piero Cassano, Carlo Marrale)
8. Ti sento – 4:24 (testo: Aldo Stellita – musica: Sergio Cossu, Carlo Marrale)
9. Cavallo bianco – 4:33 (testo: Giovanni Belfiore, Aldo Stellita – musica: Piero Cassano, Carlo Marrale)
10. Noi – 4:45 (testo: Aldo Stellita – musica: Sergio Cossu)
11. Aristocratica – 4:22 (testo: Aldo Stellita – musica: Carlo Marrale)
12. Fantasia – 4:49 (testo: Aldo Stellita, Giancarlo Golzi – musica: Antonella Ruggiero, Carlo Marrale)
13. Piccoli giganti – 4:05 (testo: Aldo Stellita – musica: Lavalente, Sergio Cossu, Carlo Marrale)
14. C'è tutto un mondo intorno – 3:52 (testo: Giancarlo Golzi, Aldo Stellita – musica: Antonella Ruggiero, Piero Cassano, Carlo Marrale)

## Formazione
Gruppo
- Laura Valente - voce, cori
- Sergio Cossu - pianoforte, tastiere, cori
- Aldo Stellita - basso
- Giancarlo Golzi - batteria, percussioni

Altri musicisti
- Paolo Gianolio - chitarra
- Giorgio Ioan - basso in Mi manchi ancora
- Stefano Cisotto - programmazione

Coro della Scuola dei Serpenti: Donatella De Gaetano, Silvia Bortolotti, Marcello Sarti, Luca Vittori